# Calceolaria leucanthera
Calceolaria leucanthera är en toffelblomsväxtart som beskrevs av Francis Whittier Pennell. Calceolaria leucanthera ingår i släktet toffelblommor, och familjen toffelblomsväxter. Inga underarter finns listade i Catalogue of Life.